# 消費市場
消費市場（しょうひしじょう）とは経済学用語の一つ。これは経済活動が行われる市場において、それが消費向けに機能しているもののことを言う。現在の日本経済ならば約300兆円が個人消費である。この消費市場が正常に機能するということでの日本経済や産業の発展が望まれるわけであり、企業には消費者に対して適正な価値を提供することが求められる。国家が発展することにより、現在は途上国であっても将来的に見ればそれが巨大な消費市場になると期待されるような場合もある。たとえば現在の中華人民共和国ならば、経済成長が著しいとのことであり、同時に国民による需要も増加しており将来の中国は巨大な消費市場になると見られている。中国がこの調子で発展し続けたならば2020年代の中国の消費市場は現在の8倍にまで伸びていると見られている。中国以外にも現在のアジア各国の消費市場の伸びは著しく、アジア全体が世界でも特に活気があると見られている。